# Silene flavescens
Silene flavescens är en nejlikväxtart. Silene flavescens ingår i släktet glimmar, och familjen nejlikväxter.

## Underarter
Arten delas in i följande underarter:
- S. f. dictaea
- S. f. flavescens

## Bildgalleri

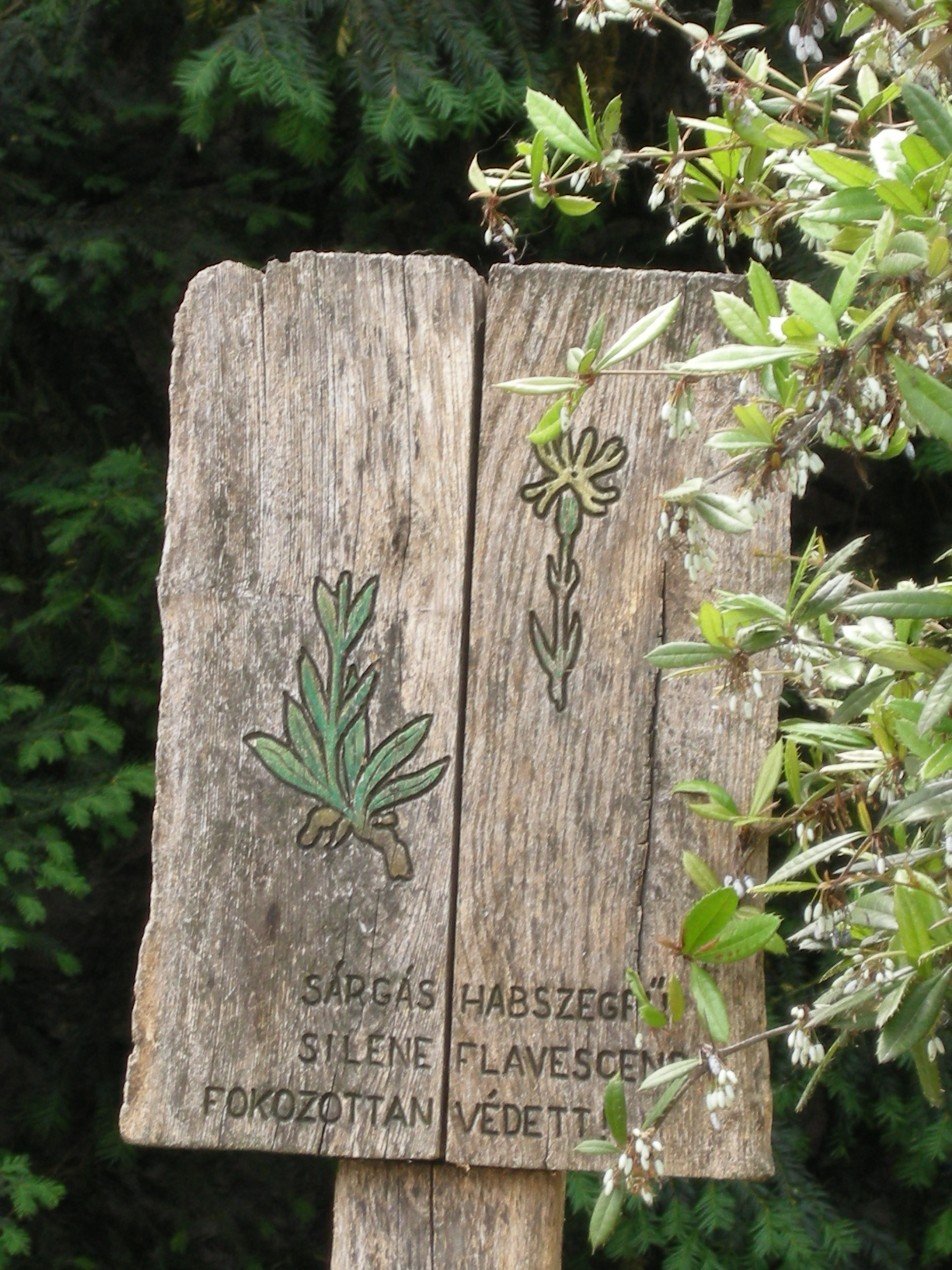